# Louis Kauffman
Louis Kauffman (ur. 3 lutego 1945) – amerykański matematyk, topolog, profesor Uniwersytetu Illinois w Chicago. Znany z wielomianu bracketowego w teorii węzłów.